# Parti démocratique azerbaïdjani
Le Parti démocratique azerbaïdjani était un parti d'opposition communiste azéri au Shah Mohammad Reza Pahlavi d'Iran, fondé par Jafar Pishevari. Ce parti a dirigé pendant un an le Gouvernement populaire d'Azerbaïdjan, une république socialiste soutenue par l'URSS, entre 1945 et 1946.